# 龍船 (地名)
龍船，是臺灣臺南市龍崎區的一個傳統地域名稱，位於該區東北部。相較於今日行政區，其範圍大致包括龍船里、石𥕢里。

## 歷史
台灣日治初期，龍船地區為一（舊制）街庄，稱為「龍船庄」，隸屬於內新豐里。該庄西北與崎頂庄為鄰，東北與草山庄為鄰，東南邊為木柵庄、內埔庄、中埔庄，西南邊為番社庄。
1901年（日治明治三十四年）11月，全台設置二十廳，該庄隸屬於臺南廳。1903年（明治三十六年）6月，該庄編入「內新豐區」，隸屬於臺南廳。1909年（明治四十二年）10月，合併二十廳為十二廳，內新豐區仍隸屬於臺南廳。1920年（大正九年），廢十二廳改設五州二廳，該庄改制為「龍船」大字，隸屬於臺南州新豐郡龍崎庄（新制街庄）。
戰後龍崎庄改制為龍崎鄉，隸屬於臺南縣，大字亦改制為村。1950年雲、嘉、南分治，龍崎鄉仍隸屬於臺南縣。2010年12月25日，因臺南縣市合併為直轄市臺南市，龍崎鄉改制為龍崎區，村亦改制為里。

## 聚落
本地區發展較早的聚落為龍船窩、石𥕢、苦苓湖等，在日治期初期的官方地圖上已有記載。

## 交通
市道182號是臺南市臺南市區至高雄市內門區七星洋的道路，經過本地區南部。由該道路西行可前往臺南市龍崎區龍崎市區（經外環道）、關廟區、歸仁區、仁德區、東區、中西區，並止於省道台17線路口；東行可前往高雄市內門區觀音亭地區的七星洋，並止於省道台3線轉角路口。
區道南164線是刺子崙－石𥕢的道路。
區道南167線是草山（實際起點在草山地區邊界外不遠處的高雄市內門區木柵地區境內的三灣）至牛埔的道路。
區道南171線是睦光－檳榔宅的道路。

## 學校
- 龍崎國小龍船分校